# Göran Lindholm
Bengt Göran Lindholm, född 21 december 1955 i Saltvik, är en åländsk jurist och företagsledare. Han är gift med Gun-Mari Lindholm.
Lindholm, som blev juris kandidat 1980, var verksam vid Ålands landskapsstyrelse som lagberedare och till förordnad kanslichef innan han 1987 knöts till Ålands ömsesidiga försäkringsbolag och 1999 blev han företagets verkställande direktör. Han har varit en av nyckelpersonerna i Ålands ekonomiska liv, bland annat var han styrelseordförande i Ålandsbanken 2003–2012.